# March for Life

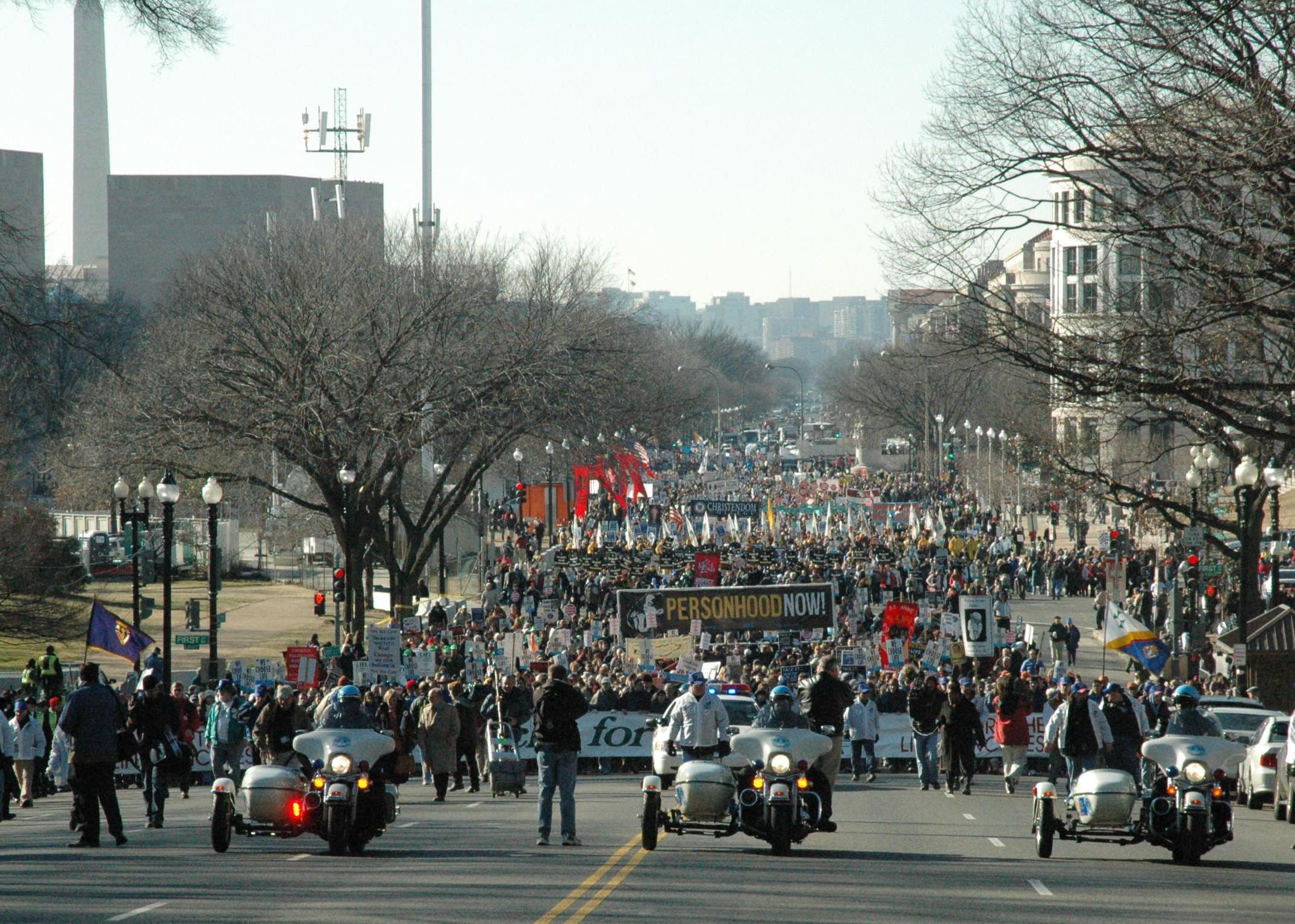
Marsz w roku 2009

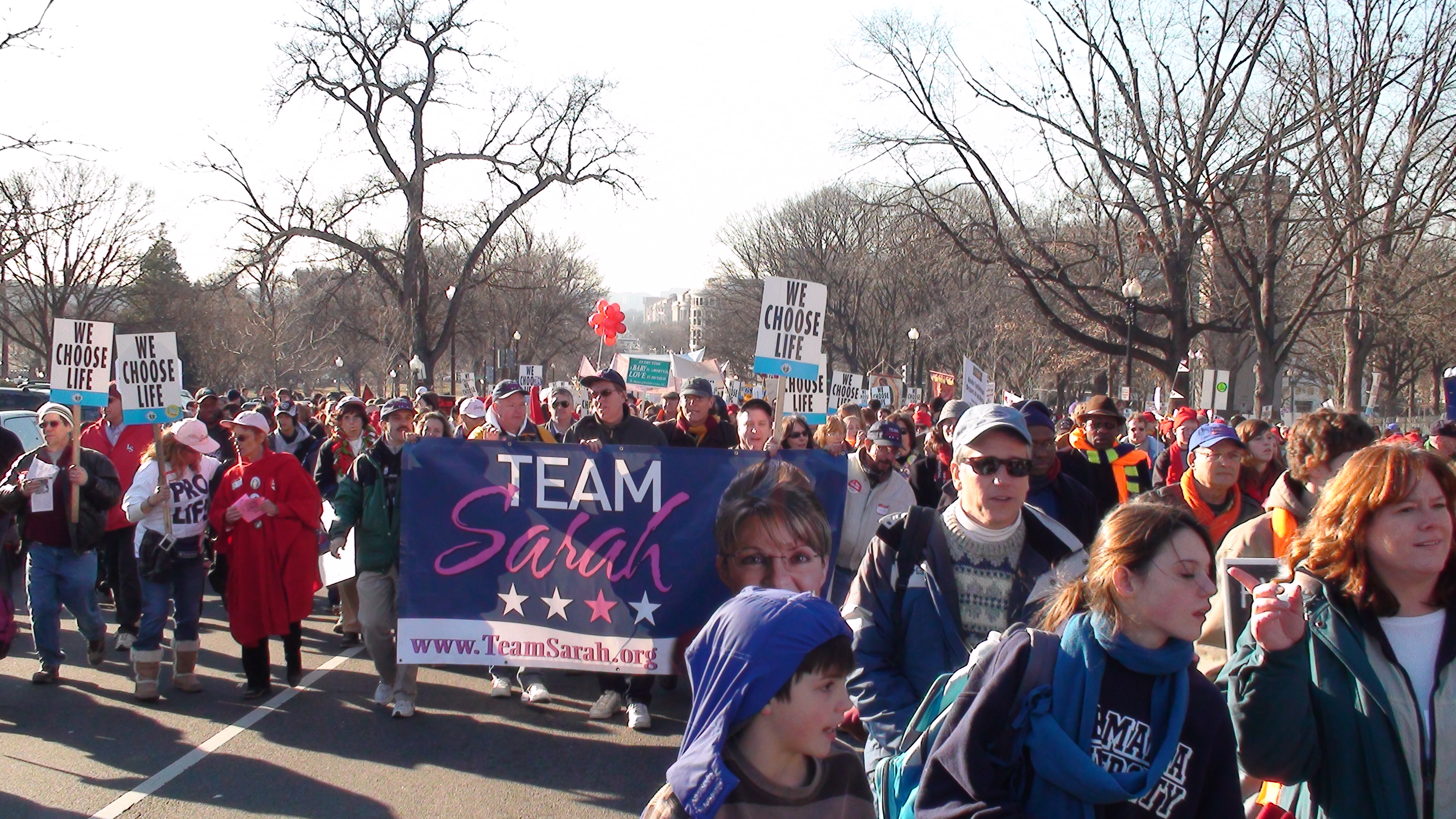
Manifestujący w roku 2009

March for Life (pol.: Marsz dla Życia) – coroczna manifestacja ruchów pro-life przeciwko aborcji, organizowana w Waszyngtonie w rocznicę decyzji Sądu Najwyższego Stanów Zjednoczonych w sprawie Roe v. Wade, która prawnie usankcjonowała dopuszczalność aborcji na życzenie w USA. Marsz organizowany jest przez March for Life Education and Defense Fund. Celem protestu jest zakazanie aborcji na życzenie i przywrócenie stanu prawnego sprzed decyzji w sprawie Roe kontra Wade. Podnoszone są także głosy przeciwko eutanazji.

## Historia
March for Life po raz pierwszy odbył się 22 stycznia 1974 roku, przed Kapitolem. Uczestniczyło w nim ok. 22 tys. osób. W roku 1987 pomimo zamieci śnieżnej w 14 Marszu wzięło udział ok. 5,000.
Prezydent Ronald Reagan, który przekazywał telefoniczne pozdrowienia do pikietujących, w 1987 roku ślubował pomóc w „przerwaniu narodowej tragedii” (ang.: „end this national tragedy”), zaś Senator Jesse Helms, z Karoliny Północnej w swoim przemówieniu nazwał aborcję „amerykańskim holokaustem” (ang.: „American holocaust”).
Od 22 edycji w 1995 w Marszu biorą udział reprezentanci Pro-Life Alliance of Gays and Lesbians oraz Indiana Blacks for Life
Duże nadzieję podczas 36 Marszu w 2006 roku wiązano z nominacją do Sądu Najwyższego sędziego Samuela Alito, który miał wywalczyć zmianę nastawienia Senatu ws. dopuszczalności aborcji.
W 2009 na wiecu przemawiało około dwudziestu Kongresmenów, zaś osią tej edycji była chęć wprowadzania przez administrację Baracka Obamy proaborcyjnej ustawy Freedom of Choice Act.
W latach 2003–2010 corocznie w Marszu uczestniczyło ok. 200 tys. osób. W latach 2011 i 2012 marsze zgromadziły po 400 tysięcy ludzi.
Marsz corocznie transmituje amerykańska telewizja katolicka EWTN.
W Marszu uczestniczy co roku wielu nastolatków oraz studentów, zazwyczaj podróżujących z młodzieżowymi grupami kościelnymi. Dziennikarz The Washington Post Robert McCartney szacuje, że około połowa uczestników marszu ma poniżej 30 lat.

### 2013
40. edycja (25 stycznia zgromadziła około 500 tysięcy uczestników, głównie młodzieży i studentów. Wśród mówców znaleźli się m.in. marszałek Izby Reprezentantów i przywódca Republikanów John Boehner, demokratyczny członek Izby Reprezentantów Dan Lipinski i republikański senator Rand Paul, który stwierdził, że „wspaniałe narody i cywilizacje wyrastają z ludzi, którzy posiadają busolę moralną. Nasz naród dryfuje, dryfuje na manowce, gdzie prawda i fałsz stają się służalcze wobec chwilowej przyjemności”. Poparcie dla manifestacji wyraził papież Benedykt XVI.

### 2014
41. edycja odbyła się 22 stycznia zgromadziła dziesiątki tysięcy uczestników. Wielu uczestników (z innych części kraju) nie dotarło na miejsce z powodu niesprzyjających warunków atmosferycznych. Do demonstrantów za pośrednictwem Twittera zwrócił się z wyrazami poparcia papież Franciszek.

### 2020
47. z kolei marsz odbył się 24 stycznia i zgromadził ok. 100 tys. uczestników.  Prezydent Donald Trump, jako pierwszy podczas sprawowania urzędu, wziął udział w March for Life. Jak podkreślają media, swoją obecność uzasadnił zdaniem: "Jesteśmy tutaj z bardzo prostego powodu: w celu obrony prawa każdego dziecka, narodzonego i nienarodzonego, (prawa) do wypełnienia danego przez Boga potencjału".

## Przebieg
Marsz co roku rozpoczyna się w około południa, wiecem przed National Mall przy Fourth Street skąd rusza manifestacja. Dalej kieruje się w dół Constitution Avenue, skręca w prawo w First Street i kończy przed schodami prowadzącymi do Sądu Najwyższego, gdzie ma miejsce kolejny wiec. Wielu protestujących rozpoczyna dzień od dostarczenia róż i lobbingu u swoich Kongresmenów.

## Imprezy towarzyszące

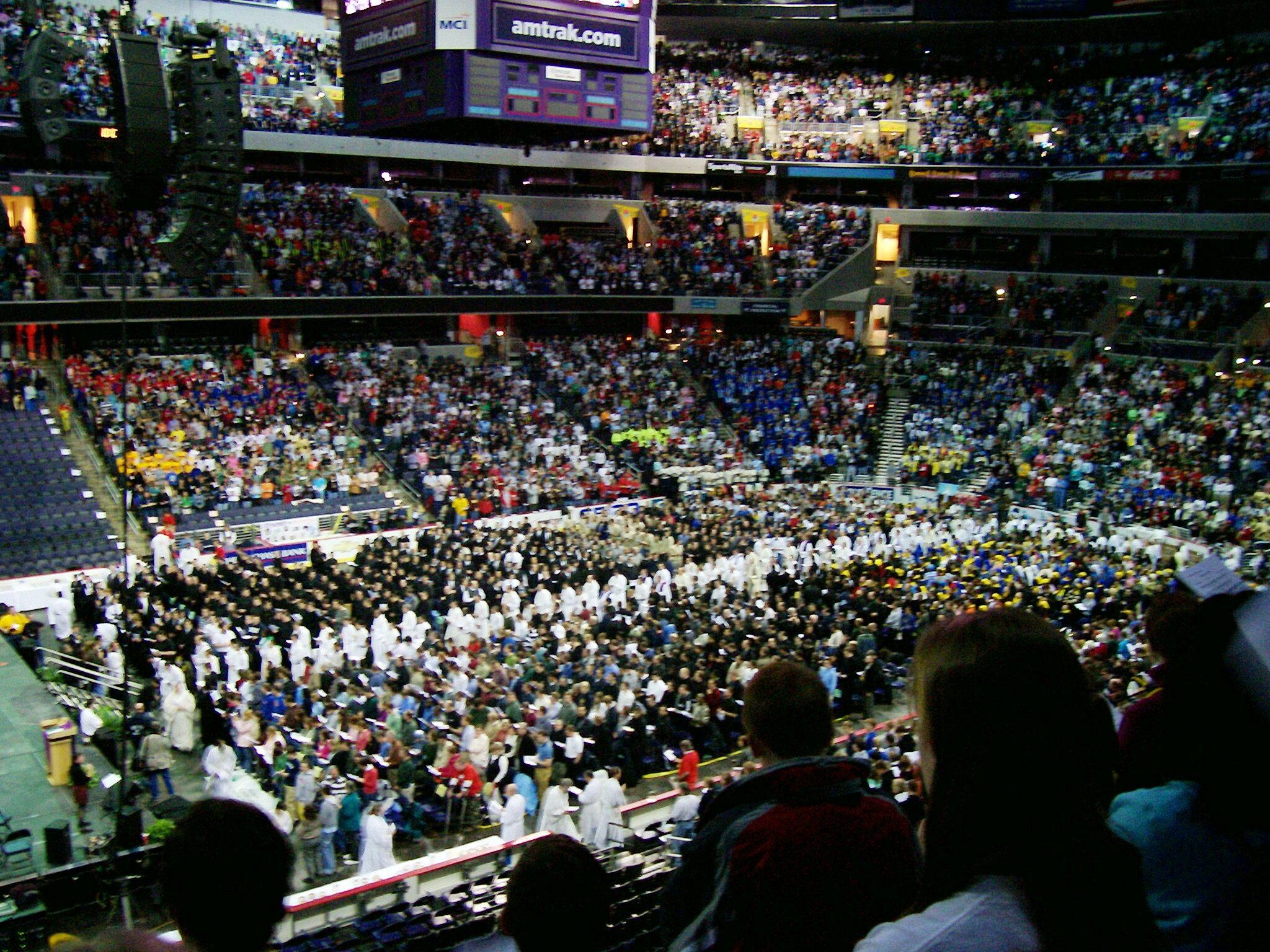
Msza w Verizon Center w 2009 r.

Organizacje pro-life organizują różne imprezy towarzyszące marszowi. Organizuje się m.in. palenie zniczy przed Sądem Najwyższym na dzień przed rocznicą decyzji, czy też uroczysty obiad dla pikietujących.

### Katolickie msze
Marsz poprzedza wiele mszy, spośród których dwie najbardziej znane odprawiają się w bazylice Niepokalanego Poczęcia w Waszyngtonie oraz w Verizon Center w waszyngtońskim Chinatown. Katolicka Archidiecezja Waszyngtońska organizuje co roku tzw. Youth Rally oraz mszę w Verizon Center, w których uczestniczy ok. 20 tys. głównie młodych ludzi, ze specjalnym przesłaniem papieża. W 2009 nuncjusz apostolski w USA abp Pietro Sambri odczytał list papieski w którym Benedykt XVI podziekował młodzieży za „wybitne świadectwo Ewangelii Życia” W 2008 Papież podziękował za „promowanie poszanowania dla godności i niezbywalnych praw każdego człowieka”.

### Studencka konferencja dla Życia
Students for Life of America, największa studencka organizacja zrzeszająca ruchy pro-life, organizuje coroczną Konferencję dla życia, najczęściej w sobotę przed 22 marca. W roku 2007 konferencja zgromadziła 400, zaś w 2010 - 1200 uczestników.

### Wirtualny March for Life
W 2010 r. organizacja Americans United for Life uruchomiła wirtualny Marsz dla Życia. Internauci mogli utworzyć awatary, które reprezentowały ich na wirtualnej demonstracji w Google Maps dookoła Washington Mall. W Wirtualnym Marszu uczestniczyło ok. 75 tys. osób.